# Villa Europa
Villa Europa är en del av en befolkad plats i Chile.   Den ligger i regionen Región de Los Lagos, i den södra delen av landet, 700 km söder om huvudstaden Santiago de Chile. Villa Europa ligger 23 meter över havet och antalet invånare är 950.
Terrängen runt Villa Europa är kuperad västerut, men österut är den platt. Runt Villa Europa är det glesbefolkat, med 10 invånare per kvadratkilometer.. Närmaste större samhälle är Valdivia, 2,9 km norr om Villa Europa. 
I omgivningarna runt Villa Europa växer i huvudsak städsegrön lövskog.